# Taiwan TG Butterfly Garden
 (mai 2018).

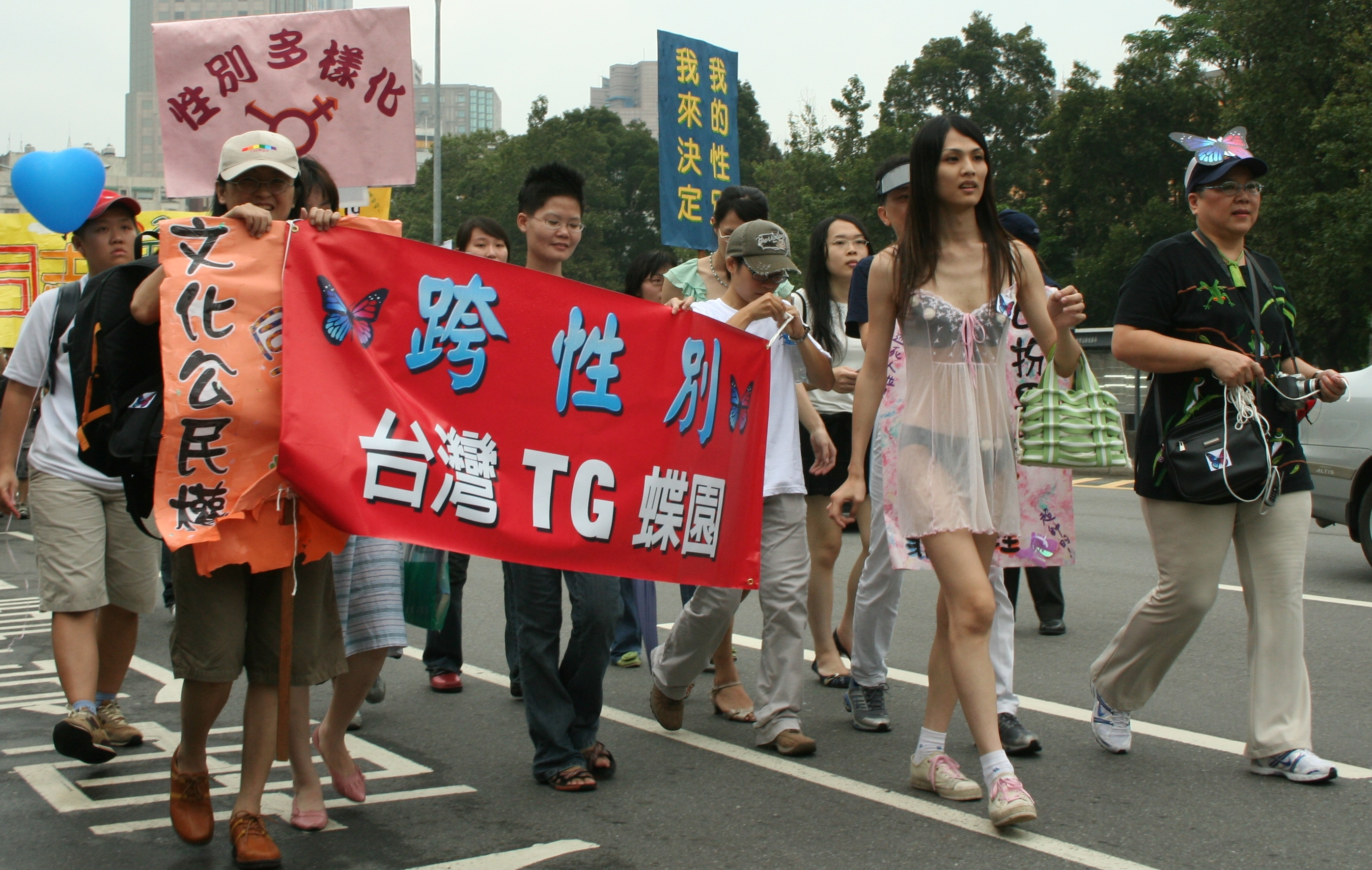
Taiwan TG Butterfly Garden en 2006, lors de la Taiwan Pride

Taiwan TG Butterfly Garden (en chinois traditionnel : 台灣TG蝶園 ; pinyin : Táiwān TG diéyuán), créé en 2000, est le premier groupe de soutien transgenre de Taiwan, grâce en particulier à une ligne d'écoute et de soutien. Le nom Butterfly Garden (jardin des papillons) fait référence au papillon yin et yang découvert à Nantou l'année de la création de l'association, et à la coexistence du Yin et du Yang.
De nombreux membres sont des personnes trans, certains s'identifient travestis, et d'autres pourraient être décrits comme « en questionnement » ou « transgressifs ».
L'association devient célèbre en réagissant en 2002, quand l'acteur Chen Juen-Sheng, habillé en femme dans un centre commercial de Taipei, est chassé par la sécurité et arrêté.
L'association a alerté sur le recul des droits des personnes LGBT et exigé des modifications pour l'égalité des genres dans le droit du travail, avec l'Awakening Foundation, la Gender/Sexuality Rights Association Taiwan et la Taiwan Tongzhi Hotline Association.
L'association est à l'arrêt depuis 2017.